# Équation lunaire
 (mars 2025).
Si vous disposez d'ouvrages ou d'articles de référence ou si vous connaissez des sites web de qualité traitant du thème abordé ici, merci de compléter l'article en donnant les références utiles à sa vérifiabilité et en les liant à la section « Notes et références ».
On appelle équation lunaire la détermination des phases de la Lune. La détermination de ces phases est essentielle pour le calcul de la date de la fête de Pâques.
Dans les calendriers julien et grégorien, on utilise pour le comput de la date de Pâques une Lune mathématique appelée Lune ecclésiastique. La Lune ecclésiastique est une représentation fictive de la Lune réelle dont le mouvement est fondé sur le cycle de Méton. Ce calcul mathématique a été affiné dans le calendrier grégorien, par rapport au calendrier julien, afin de rapprocher l'équation de la Lune ecclésiastique de celle de la Lune observée.
Dans le calendrier julien révisé, on utilise l'observation réelle de la Pleine Lune au méridien de Jérusalem.